# Clare County
Clare County är ett administrativt område i delstaten Michigan, USA. År 2010 hade countyt 30 926 invånare. Den administrativa huvudorten (county seat) är Harrison. Countyt hette Kaykakee County fram till 1843.

## Geografi
Enligt United States Census Bureau har countyt en total area på 1 489 km². 1 468 km² av den arean är land och 21 km² är vatten. 

### Angränsande countyn
- Roscommon County - nordost
- Gladwin County - öst
- Isabella County - syd
- Osceola County - väst
- Missaukee County - nordväst

### Städer och samhällen
- Clare (delvis i Isabella County)
- Farwell
- Harrison (huvudort)